# Mabrouka
Mabrouka (tiếng Ả Rập: مبروكة) là một thị trấn ở tỉnh al-Hasakah, Syria. Theo Cục Thống kê Trung ương Syria (CBS), Mabrouka có dân số 6.325 trong cuộc điều tra dân số năm 2004.
Vào tháng 5 năm 2015, thị trấn nằm dưới sự kiểm soát của lực lượng YPG người Kurd.